# Грушув
Грушув (Грушів, пол. Hruszów) — село в Польщі, у гміні Рейовець Холмського повіту Люблінського воєводства. Населення — 459 осіб (2011).

## Історія
За люстрацією 1564—1565 років більшість населення села становили українці.
За даними етнографічної експедиції 1869—1870 років під керівництвом Павла Чубинського, у селі здебільшого проживали польськомовні римо-католики, меншою мірою — греко-католики, які також розмовляли польською.
У 1975—1998 роках село належало до Холмського воєводства.

## Демографія
Демографічна структура станом на 31 березня 2011 року:
|          | Загалом | Допрацездатний вік | Працездатний вік | Постпрацездатний вік |
| -------- | ------- | ------------------ | ---------------- | -------------------- |
| Чоловіки | 231     | 52                 | 157              | 22                   |
| Жінки    | 228     | 35                 | 136              | 57                   |
| Разом    | 459     | 87                 | 293              | 79                   |